# Boxning vid olympiska sommarspelen 1968
Boxningen vid olympiska sommarspelen 1968 i Mexico City innehöll 11 olika viktklasser och var endast öppen för herrar. Detta var första gången som viktklassen lätt flugvikt var med på det olympiska programmet. Sovjetunionen tog flest medaljer, och tvåa i medaljligan kom USA. 

## Medaljtabell
| Klass                       | Guld                             | Silver                           | Brons                              |
| Lätt flugvikt Detaljer...   | Francisco Rodríguez · Venezuela  | Jee Yong-Ju · Sydkorea           | Harlan Marbley · USA               |
| Lätt flugvikt Detaljer...   | Francisco Rodríguez · Venezuela  | Jee Yong-Ju · Sydkorea           | Hubert Skrzypczak · Polen          |
| Flugvikt Detaljer...        | Ricardo Delgado · Mexiko         | Artur Olech · Polen              | Servílio de Oliveira · Brasilien   |
| Flugvikt Detaljer...        | Ricardo Delgado · Mexiko         | Artur Olech · Polen              | Leo Rwabwogo · Uganda              |
| Bantamvikt Detaljer...      | Valerian Sokolov · Sovjetunionen | Eridari Mukwanga · Uganda        | Chang Kyou-Chul · Sydkorea         |
| Bantamvikt Detaljer...      | Valerian Sokolov · Sovjetunionen | Eridari Mukwanga · Uganda        | Eiji Morioka · Japan               |
| Fjädervikt Detaljer...      | Antonio Roldán · Mexiko          | Alberto Robinson · USA           | Ivan Mihailov · Bulgarien          |
| Fjädervikt Detaljer...      | Antonio Roldán · Mexiko          | Alberto Robinson · USA           | Philip Waruinge · Kenya            |
| Lättvikt Detaljer...        | Ronald W. Harris · USA           | Józef Grudzień · Polen           | Calistrat Cuţov · Rumänien         |
| Lättvikt Detaljer...        | Ronald W. Harris · USA           | Józef Grudzień · Polen           | Zvonimir Vujin · Jugoslavien       |
| Lätt weltervikt Detaljer... | Jerzy Kulej · Polen              | Enrique Requeiferos · Kuba       | Arto Nilsson · Finland             |
| Lätt weltervikt Detaljer... | Jerzy Kulej · Polen              | Enrique Requeiferos · Kuba       | James Wallington · USA             |
| Weltervikt Detaljer...      | Manfred Wolke · Östtyskland      | Joseph Bessala · Kamerun         | Mario Guilloti · Argentina         |
| Weltervikt Detaljer...      | Manfred Wolke · Östtyskland      | Joseph Bessala · Kamerun         | Vladimir Musalimov · Sovjetunionen |
| Lätt mellanvikt Detaljer... | Boris Lagutin · Sovjetunionen    | Rolando Garbey · Kuba            | John Baldwin · USA                 |
| Lätt mellanvikt Detaljer... | Boris Lagutin · Sovjetunionen    | Rolando Garbey · Kuba            | Günther Meier · Västtyskland       |
| Mellanvikt Detaljer...      | Chris Finnegan · Storbritannien  | Aleksej Kiseljov · Sovjetunionen | Alfred Jones · USA                 |
| Mellanvikt Detaljer...      | Chris Finnegan · Storbritannien  | Aleksej Kiseljov · Sovjetunionen | Agustín Zaragoza · Mexiko          |
| Lätt tungvikt Detaljer...   | Danas Pozniakas · Sovjetunionen  | Ion Monea · Rumänien             | Stanisław Dragan · Polen           |
| Lätt tungvikt Detaljer...   | Danas Pozniakas · Sovjetunionen  | Ion Monea · Rumänien             | Georgi Stankov · Bulgarien         |
| Tungvikt Detaljer...        | George Foreman · USA             | Jonas Čepulis · Sovjetunionen    | Giorgio Bambini · Italien          |
| Tungvikt Detaljer...        | George Foreman · USA             | Jonas Čepulis · Sovjetunionen    | Joaquín Rocha · Mexiko             |

## Medaljfördelning
| Medaljfördelning |                |      |        |       |        |
| Placering        | Nation         | Guld | Silver | Brons | Totalt |
| 1                | Sovjetunionen  | 3    | 2      | 1     | 6      |
| 2                | USA            | 2    | 1      | 4     | 7      |
| 3                | Mexiko         | 2    | 0      | 2     | 4      |
| 4                | Polen          | 1    | 2      | 2     | 5      |
| 5                | Östtyskland    | 1    | 0      | 0     | 1      |
| 6                | Storbritannien | 1    | 0      | 0     | 1      |
| 7                | Venezuela      | 1    | 0      | 0     | 1      |
| 8                | Kuba           | 0    | 2      | 0     | 2      |
| 9                | Sydkorea       | 0    | 1      | 1     | 2      |
| 9                | Rumänien       | 0    | 1      | 1     | 2      |
| 9                | Uganda         | 0    | 1      | 1     | 2      |
| 12               | Kamerun        | 0    | 1      | 0     | 1      |
| 13               | Bulgarien      | 0    | 0      | 2     | 2      |
| 14               | Argentina      | 0    | 0      | 1     | 1      |
| 14               | Brasilien      | 0    | 0      | 1     | 1      |
| 14               | Finland        | 0    | 0      | 1     | 1      |
| 14               | Italien        | 0    | 0      | 1     | 1      |
| 14               | Japan          | 0    | 0      | 1     | 1      |
| 14               | Kenya          | 0    | 0      | 1     | 1      |
| 14               | Västtyskland   | 0    | 0      | 1     | 1      |
| 14               | Jugoslavien    | 0    | 0      | 1     | 1      |